# Psellidotus similis
Psellidotus similis är en tvåvingeart som först beskrevs av Johnson 1895.  Psellidotus similis ingår i släktet Psellidotus och familjen vapenflugor. Inga underarter finns listade i Catalogue of Life.